# Lechuguilla-barlang
A Lechuguilla-barlang egy barlang az Egyesült Államok Új-Mexikó államában, a Carlsbad Caverns Nemzeti Parkban. Felderített része 2012 februárjában 209,6 km, ezzel a hetedik leghosszabb felfedezett barlangrendszer a világon és egyben a legmélyebb az Egyesült Államok szárazföldi részén a maga 489 méteres mélységével, de mégsem erről a leghíresebb, hanem szokatlan geológiai formációiról és ősi állapotáról.
A barlangot az Agave lechuguilla nevű növényről nevezték el, mivel ez a növény közvetlenül a bejáratánál is megtalálható. A barlangba csak nagyon kevesen mehetnek be, és ők is legfőképpen kutatók, felfedezők és a nemzeti park vezetése által szervezett túrákon résztvevők.

## Felfedezésének története
1986-ig a Lechuguilla-barlang meglehetősen jelentéktelen történelmi helyként volt ismeretes, a park egyik eldugott részében. Korábban, 1914-ig kis mennyiségű denevérürüléket bányásztak itt, de '14-ben ezt megtiltották. A barlang történelmi része a bejárat, amely 27 méteres belmagasságú gödör, melyet Misery Hole néven ismerünk, amely egy 122 méter hosszú száraz szakaszhoz vezet.
Miután a guanóbányászatot megtiltották, a barlang jóval ritkábban látogatott hellyé vált. Annak ellenére, hogy a barlangászok az 1950-es években hallották a szél süvítését a barlang belsejéből, mégsem jártak ennek utána. Habár nem volt nyilvánvaló átjáró, mégis néhányan arra következtettek, hogy a törmelék alatt újabb járatok lehetnek. A Colorado-i barlangászok egy csoportja engedélyt kért és kapott a nemzeti parktól, hogy ásatásokat folytassanak a barlangban, 1984-ben. A nagyobb járatokba való áttörés 1986. május 26-án történt. 
1986 óta a barlangászok 209,6 kilométernyi járatrendszert térképeztek fel és a barlang mélységét 486 méterig tudták felmérni, ezzel a világ hetedik leghosszabb barlangját, és az Egyesült Államokon belül a negyedik leghosszabbat, valamint az ország legmélyebb mészkőbarlangját fedezték fel. A barlangászok, akik már voltak itt, a barlang eredeti állapotát kivételesen gyönyörűnek írják le és a világ minden tájáról érkeznek ide, hogy saját szemükkel is lássák. 

## Geológia felépítése
A Lechuguilla-barlang jóval többet kínál puszta méreteinél. A barlangászok nagy mennyiségű, hófehér gipszcsipkével és citromsárga kénköves alakzatokkal találkozhatnak itt. A barlangban sokféle cseppkőalakzatokat is meg lehet figyelni, melyek közül néhány sehol másutt nem fordul elő a világon, mint például a 6,1 méter magas gipszcsillárok, a gipszszakállak és gipszfüggönyök, a 4,6 méteres mészkőcsapok, melyek jégcsapszerűen lógnak a mennyezetről, a hidromagnezit gömbök, a barlangi kagylók, a víz alatti cseppkőkristályok, a helicititek, a vasérclerakódások. A Lechuguilla-barlang felülmúlta a szintén a Carlsbad Caverns Nemzeti Park-ban található szomszédos barlangot a Carlsbad-i Big Room, mind mélységben, mind hosszúságban, mind pedig az itt található cseppkőképződmények számában. 

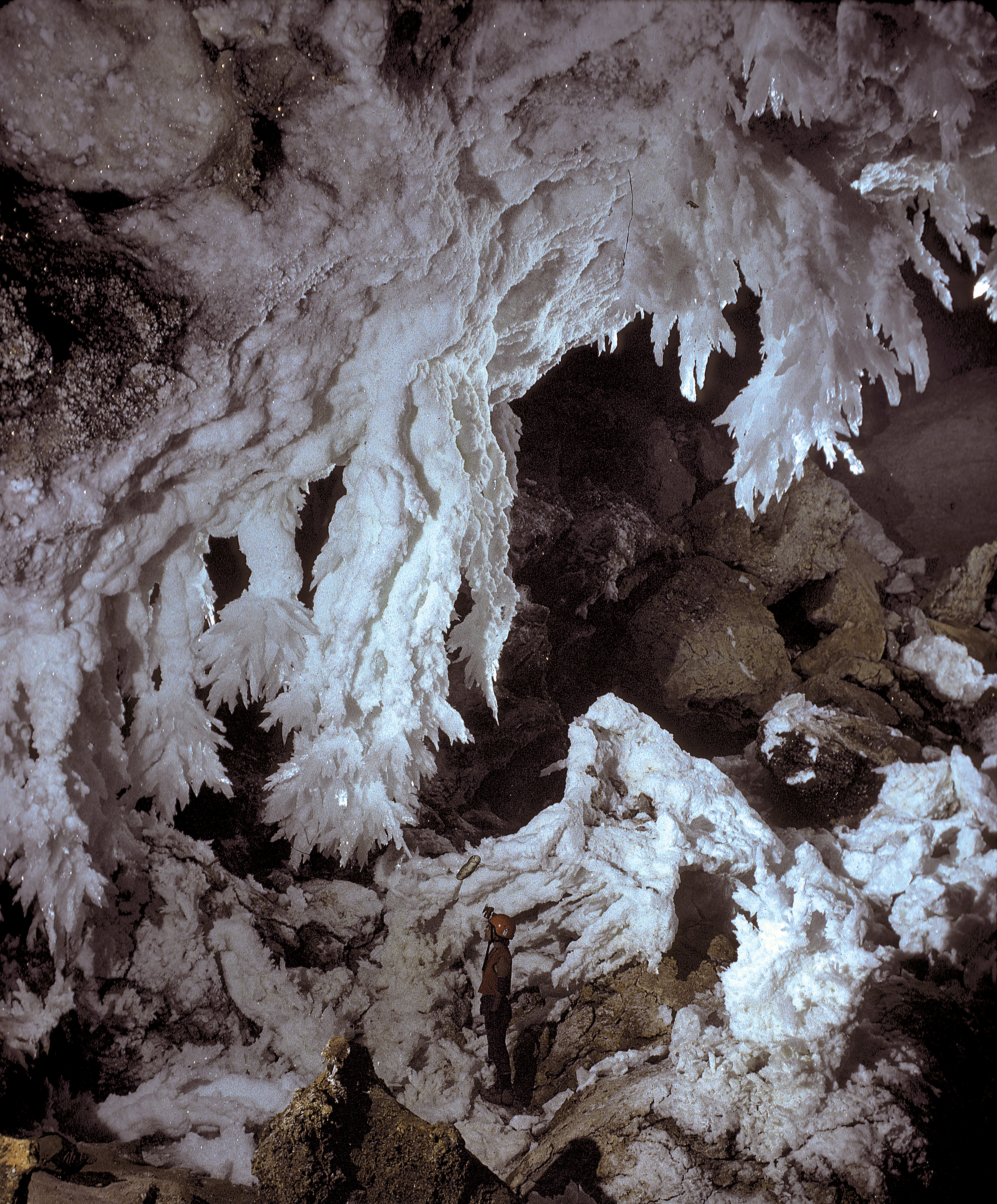

A tudósok továbbra is tudományos kutatásokat folytatnak itt le. A Guadaloupe-Mountains hegyvidékének gyomrában öt különböző geológiai formációt különböztetnek meg a tudósok. A gipsz- és a kénképződmények gazdag mivolta, a cseppkövek kialakulásához és kénsavas oldódáshoz vezettek. A kénsavról úgy tartják, hogy a hidrogén-szulfidból származik, amely feltehetően közeli kőolajlelőhelyekből szivárgott át. Így ezen a barlangrendszer egyes alakzatai nem a szokásos módon felülről lefelé, hanem, látszólag alulról felfelé  alakultak ki, ellentétben a szénsav miatt kialakuló cseppkövek  döntő részével. A kemolithoautotróf baktériumokról úgy tartják, hogy a barlangban megélnek. Ezek a baktériumok kénnel, vassal, és magnéziumásványokkal táplálkoznak és együttműködnek a barlang megnagyobbításában, valamint a barlang területén lévő cseppkövekben is határozottan nagy mértékbenelőfordulnak.  A BBC Bolygónk, a Föld című ismeretterjesztő sorozatában azt állították, hogy ezek a baktériumok valószínűleg semmiféle energiát nem nyernek a napfényből, mivel ezek elsősorban kén oxidáló baktériumok és a légkör oxigénjét hasznosítják. 
Más kutatások kimutatták, hogy élhetnek itt olyan baktériumk is, amelyeknek gyógyászatban is hasznosítható anyagaik vannak. 
A Lechuguilla-barlang a nemzeti park területén található, tehát kívül esik a Vidékfejlesztési Minisztérium hatáskörén. A legnagyobb fenyegetés a barlangi élővilág számára, hogyha elkezdik feltárni a környéken a gáz, vagy olajkincset és gázok, vagy olaj törnek át a barlang falain, mert az nemcsak az itt élő állatokat, hanem a különleges természeti képződményeket is elpusztíthatja.

## Filmezés
A Lechuguilla-barlangot a BBC Bolygónk, a Föld című sorozatában láthattuk legrészletesebben bemutatva. A tudósok egy csapata és a filmkészítők két évnyi tárgyalás és egyeztetés után engedélyt kaptak a nemzeti park vezetésétől, hogy felfedezzék és lefilmezzék a barlangrendszer féltett kincseit, mint amilyen például a Csillár-terem, de előreláthatólag a közeljövőben több tévéstábnak nem fogják engedélyezni a forgatást. .